# Batman : Azrael
Pour les articles homonymes, voir Azraël (homonymie).
Batman: Sword of Azrael, traduit en français par Batman : Azrael ou La Lame d'Azrael (selon les éditeurs), est une mini-série mettant en scène Batman et Azrael qui apparaît ici pour la première fois. Le scénario est de Dennis O'Neil et le dessin de Joe Quesada. La mini-série est publiée par DC Comics aux États-Unis en 1992 et éditée en français en 1993 par Comics USA sous la forme d'un album regroupant l'intégrale de la mini-série.
Il s'agit du prélude à la saga Knightfall.

## Synopsis
L'assassinat spectaculaire de Ludovic Valley lors de la grande parade annuelle de Gotham City crée la panique et provoque la mort de Sherri Port, une journaliste connue de Bruce Wayne. Il n'en fallait pas moins pour que Batman mène une enquête qui va le conduire en Suisse sur les traces de Carlton LeHah, un trafiquant d'armes. Au cours de son enquête, il croise Jean-Paul Valley, le fils de Ludovic, élevé par l'ordre de Saint-Dumas et appelé à succéder à son père dans le rôle d'Azrael, l'ange vengeur.

## Personnages
- Batman
- Azrael/Jean-Paul Valley
- Capitaine James Gordon
- Carlton LeHah
- Oracle/Barbara Gordon
- Alfred Pennyworth

## Édition originale
- 1992 : DC Comics, première publication en anglais :
  - Batman: Sword of Azrael Book One: Vanishing Angels & Sudden Death
  - Batman: Sword of Azrael Book Two: Azrael Does Not Protect
  - Batman: Sword of Azrael Book Three: Direct Action
  - Batman: Sword of Azrael Book Four: No One is Innocent

## Éditions françaises
- 1993 : Comics USA, première publication en français dans la collection "Graphic U.S."  (ISBN 978-2-8769-5208-9).
- 2014 : Urban Comics, La Lame d'Azrael, collection "DC Nemesis"  (ISBN 978-2-3657-7349-2).